# Kärkölä (ort)
Kärkölä är en ort i Finland.   Den ligger i Lojo stad i landskapet Nyland, i den södra delen av landet, 70 km nordväst om huvudstaden Helsingfors. Kärkölä ligger 132 meter över havet.